# Vértes György (fotóriporter)

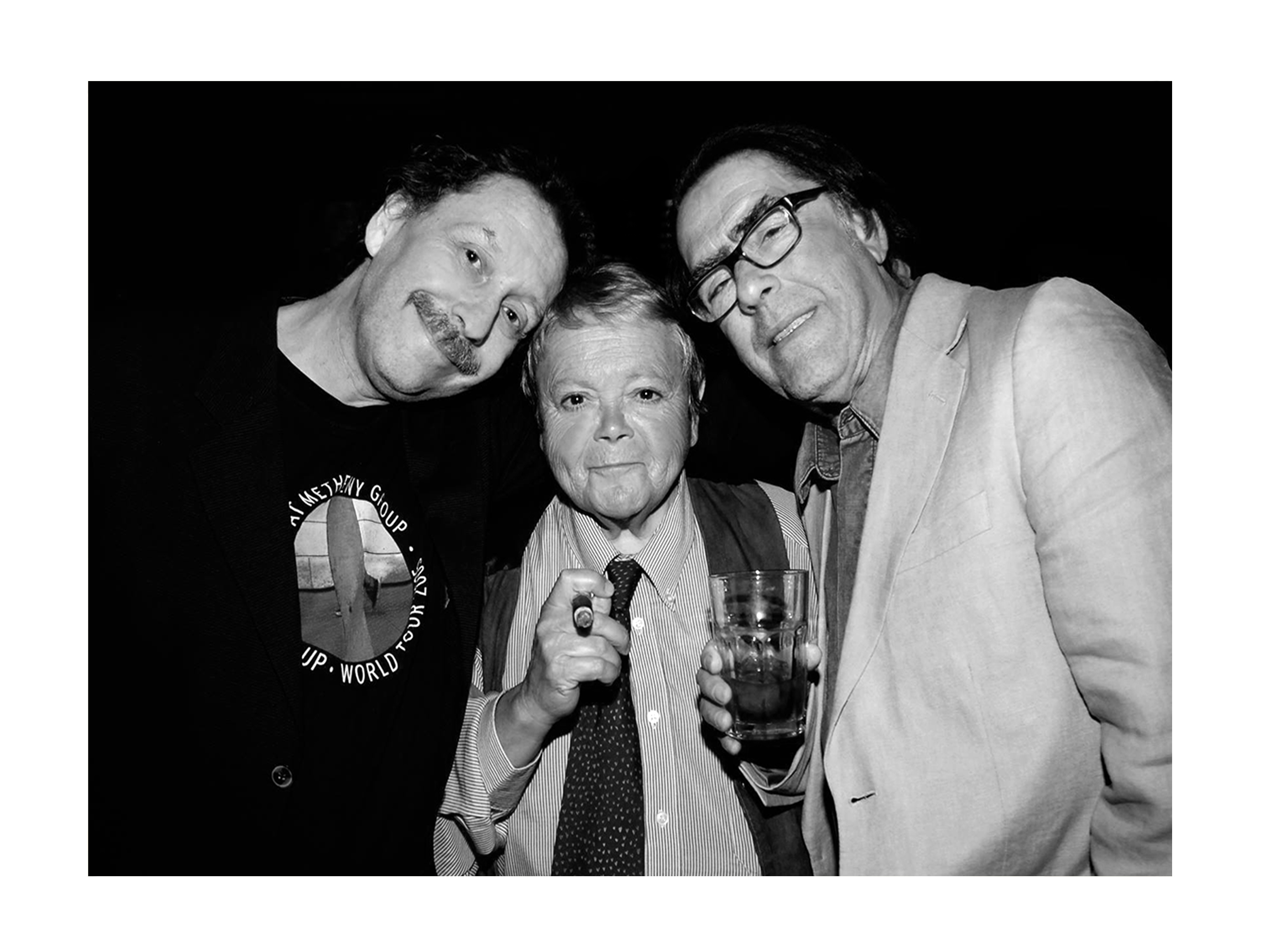
Díner Tamással és Huschit Jánossal
(Rózsavölgyi Gyöngyi felvétele)

Vértes György (Budapest, 1956. június 3. – 2025. július 25.), ismert nevén Vértes György „Tojás” fotóriporter, képszerkesztő, marketingmenedzser. A magyar rockfotózás egyik kiemelkedő alakja.

## Élete
Munkahelyei: Tükör (1977), Pesti Műsor (1978–81), Polip Popmagazin (1989–90) az első Blikk napilap és a Wan2 (2010–2014) popmagazinok képszerkesztő-fotós pozícióban. Keleti Éva volt a mentora. 1975-től Korniss Péter tanítványa volt. 
Az Új Tükörnél kezdett, később a Pesti Műsor fotósa lett, ahol színészeket és pop-rock zenekarokat fényképezett. 1977-től örökíti meg a magyar és külföldi rock-pop művészeket és színészeket. Első jelentősebb munkáit a P. Mobil együttesnek készítette. Később a Magyar Ifjúság, az Ifjúsági Magazin és különféle hetilapoknak készített címlapokat, dupla oldalas posztereket, fényképeket. 
1980-től az akkori egyetlen lemezkiadónak a Hungarotonnak készített lemezborítókat és plakátokat. 
1990-től a multinacionális lemezkiadóknak (Sony, Warner Music, BMG, Polygram, EMI) is dolgozott. Hazánkban és külföldön közel 50 db hanglemeze, CD-borítója (amelyek többségének tervezője is volt) és megszámlálhatatlan szórólapja, posztere jelent meg (V’Moto-Rock, P. Mobil, P. Box, Komár László, Deák Bill Gyula, Csepregi Éva, Szandi, R-GO, Tátrai Band, Delhusa Gjon, Kovács Kati stb.). 
Több, mint 40 év alatt a világ majd minden táján közel 100 külföldi pop-rock sztárt fényképezett a klubkoncertektől a gigakoncertekig. 
Óraadó tanár volt az Iparművészeti Egyetemen, ahol az alkalmazotti fotográfiát oktatta.
A fotografálás mellett a '90-es években a Hungarotonnál ő szerkesztette a nagysikerű Mambo Records kiadványokat, amely olyan CD-k kiadását tűzte ki célul, amik addig nem jelentek meg sem nagylemezen, sem CD-n (pl. Atlas, Non-Stop, Kaszakő, Syrius, Szabó Gábor, Metro, Skorpió, Korál, Zalatnay Sarolta, Saturnus stb.).
Dolgozott hazánkban és Londonban az angol EMI multinacionális lemezkiadónál, mint Backcatalogue Marketing Manager, ahol az EMI Gold kiadványokat szerkesztette és promotálta (2015–2017).

## Díjai
- „Il Silencio” (Randy Brecker) az év sajtófotója művészet kategóriában (1996)
- „Szükség-állapot” Nagydíj képriport kategóriában, az alkohol- és drogproblémával küzdők kórházi ápolásáról és rehabilitációjáról (2000)
- Több művészeti díjat kapott a legjobb hanglemezborítóiért és plakátjaiért

## Kiállításai

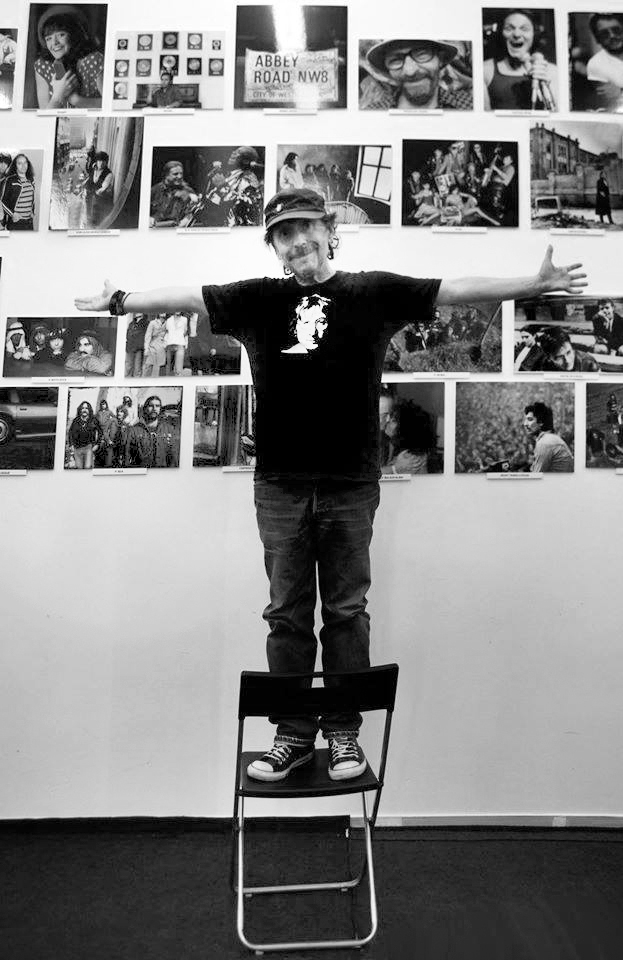
(Rózsavölgyi Gyöngyi felvétele)

- 2010. „Szükség-állapot” (MÚOSZ Székház)
- 2013. „Édentől Keletre” (Művész Kávézó)
- 2020 „Kőbányától az Abbey Road-ig” (Budakalász, Koós Károly Művelődési Ház) – a kiállítást Sándor Pál Kossuth-díjas filmrendező nyitotta meg
- 2021. „Egy rockfotós naplója” – vándorkiállítás (Szentendre, Tata, Marosvásárhely, Szeged...)

## Alkotásaiból

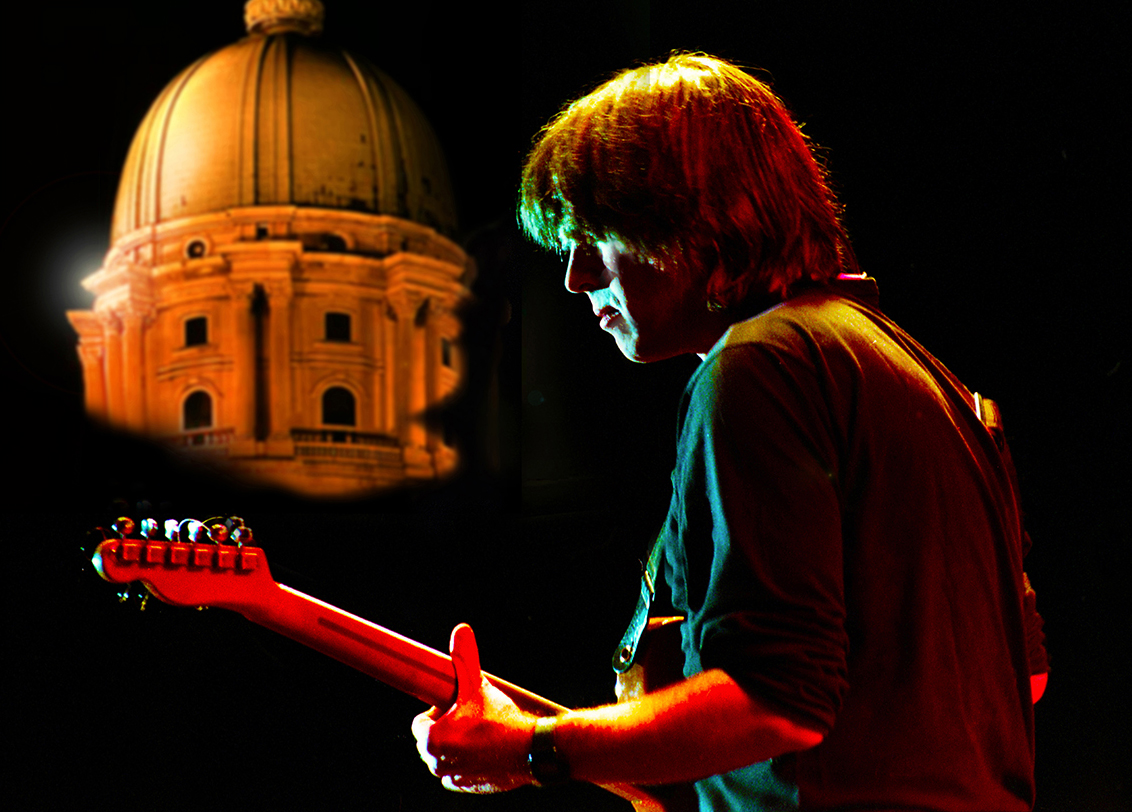
Mike Stern
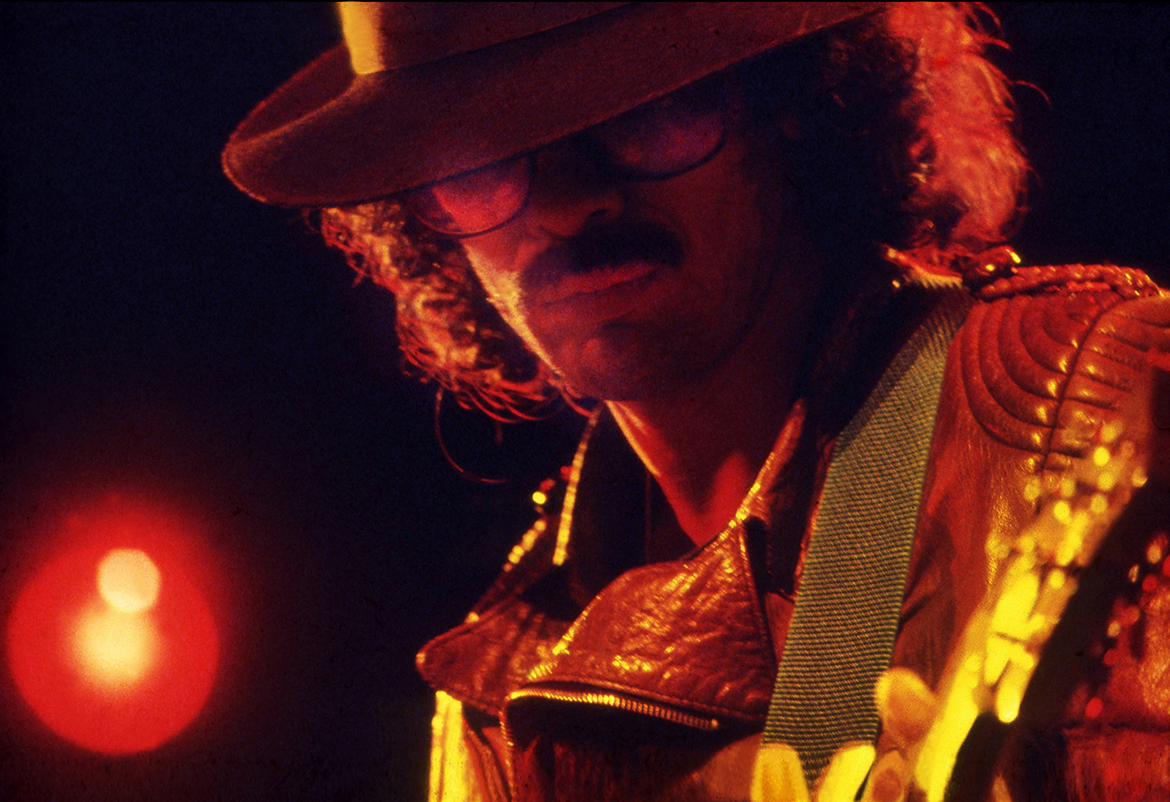
Carlos Santana
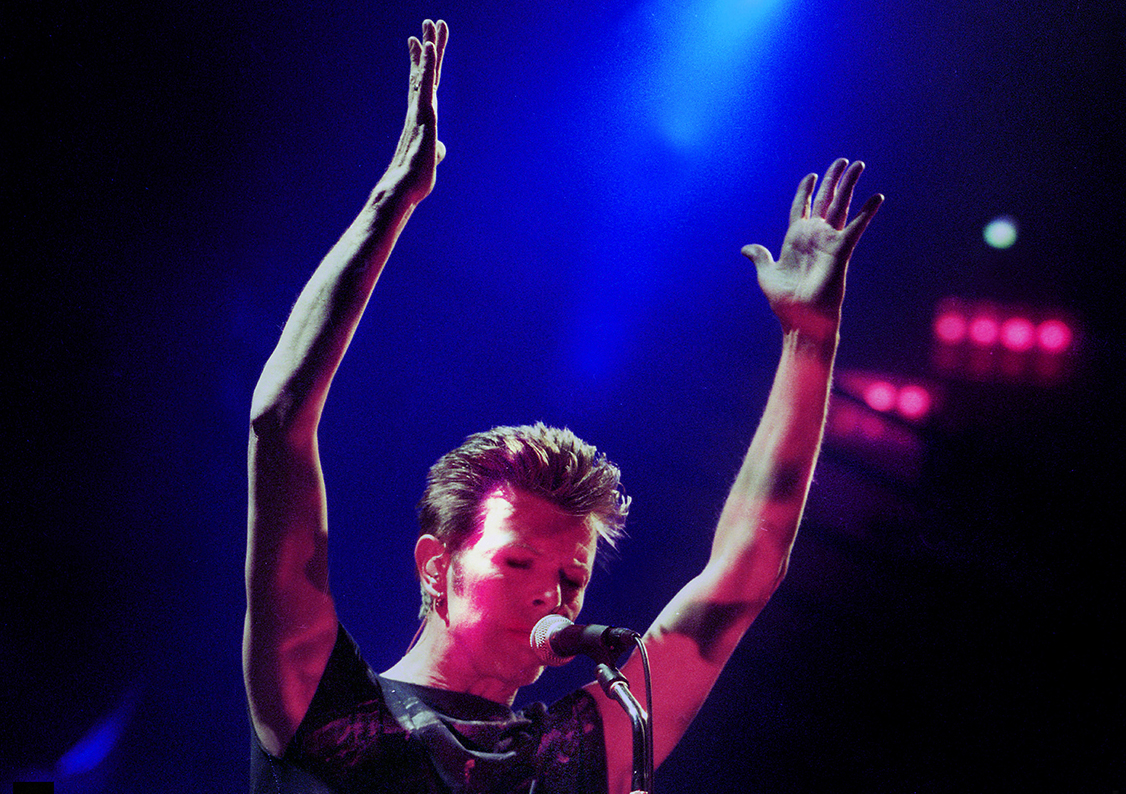
David Bowie
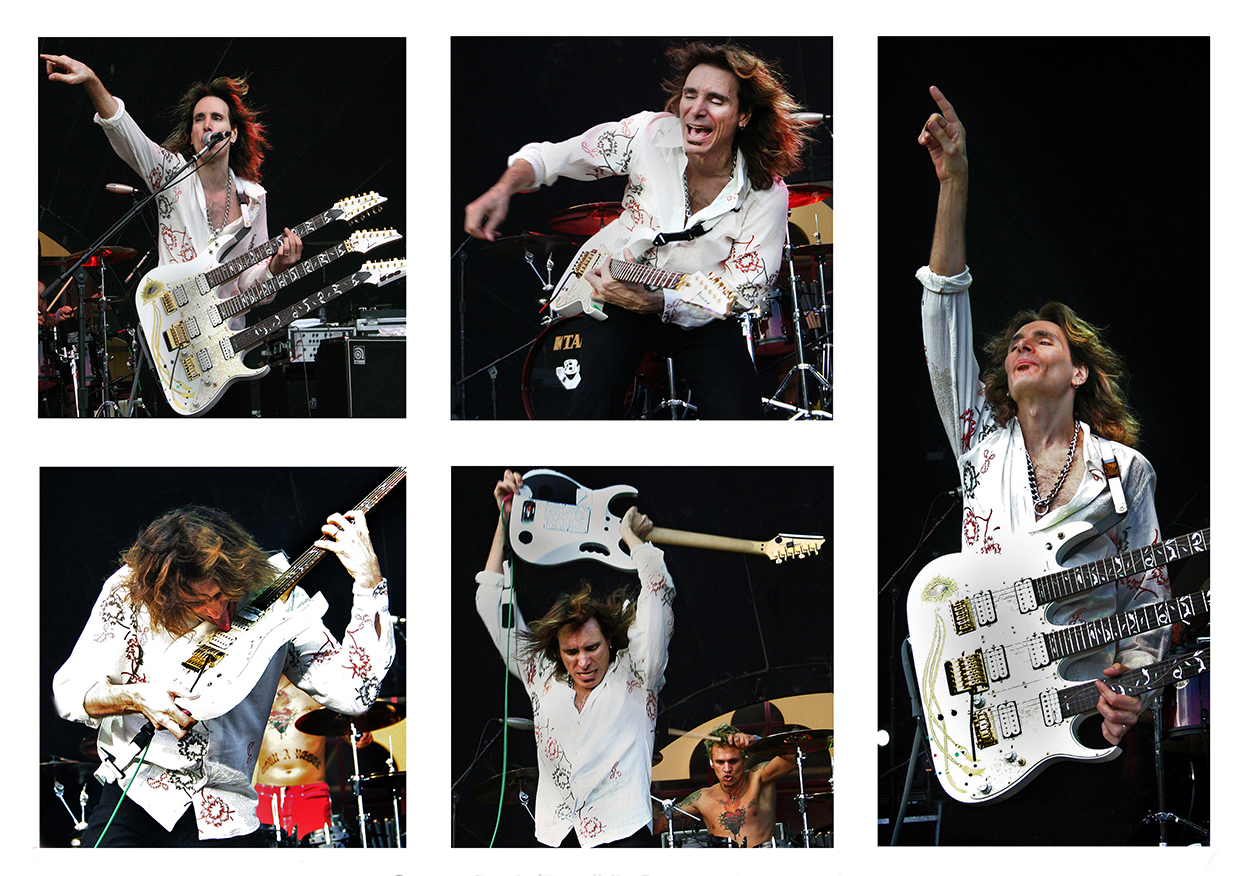
Steve Vai
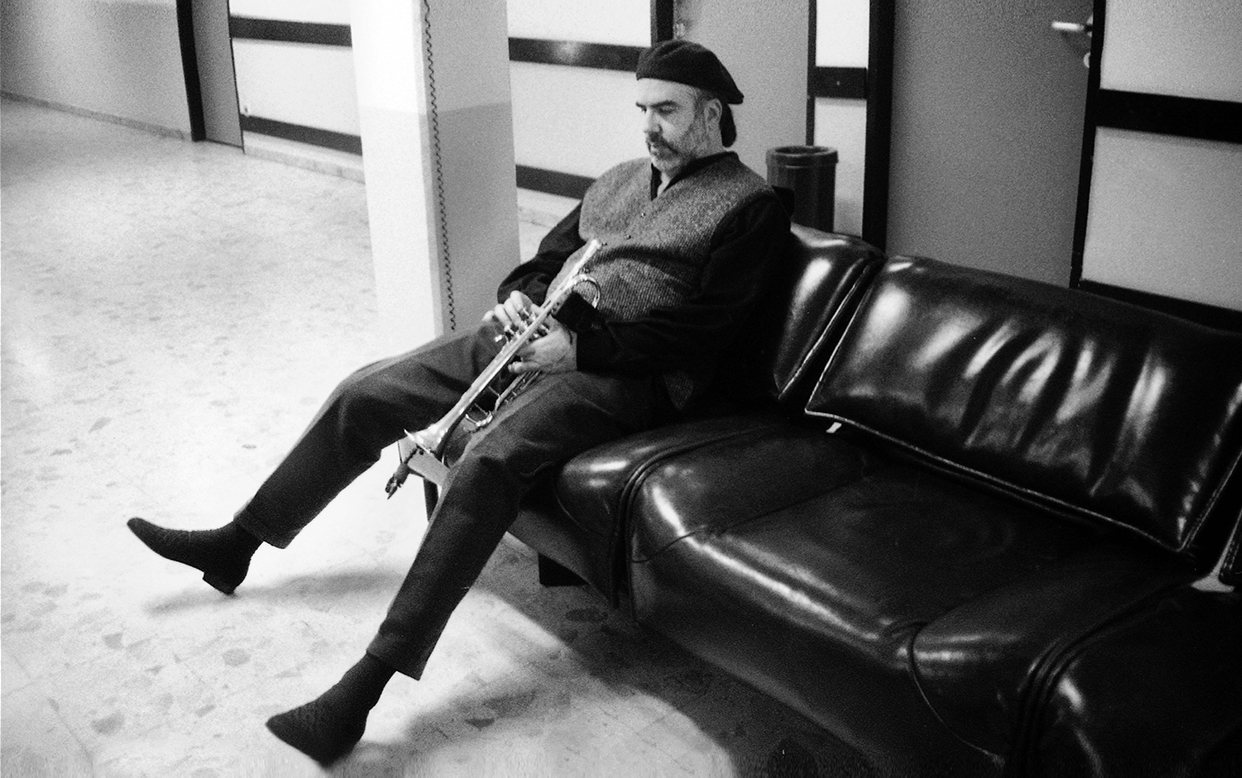
Randy Brecker
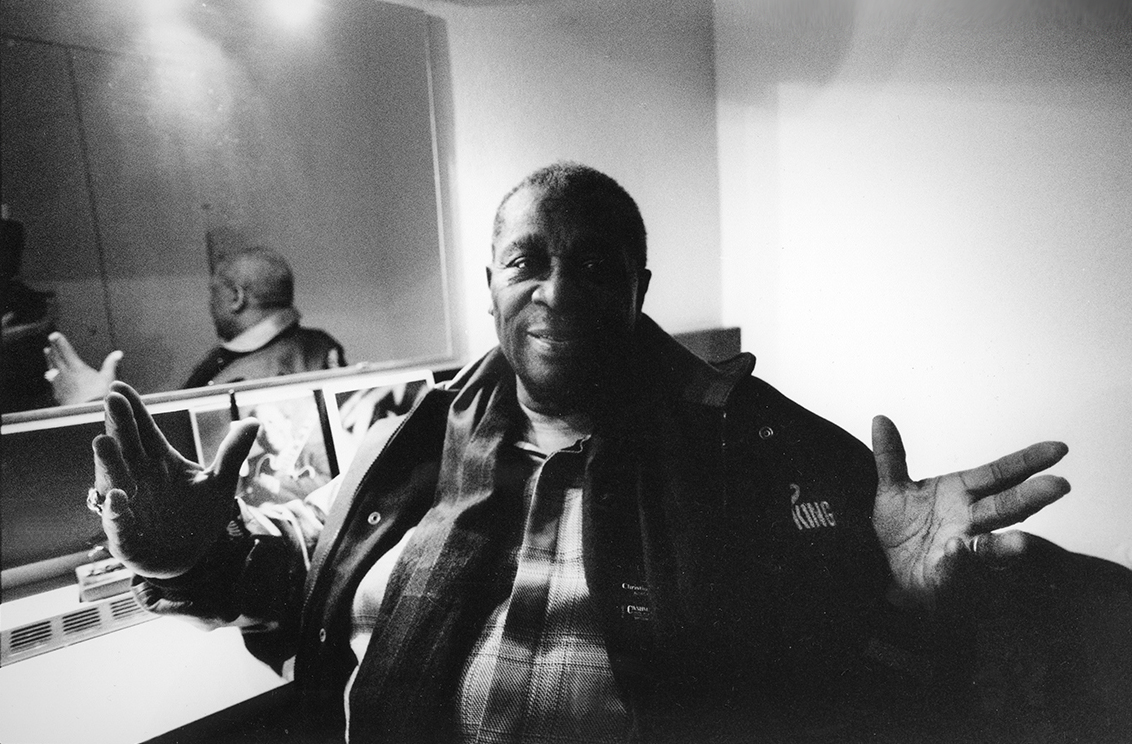
B. B. King
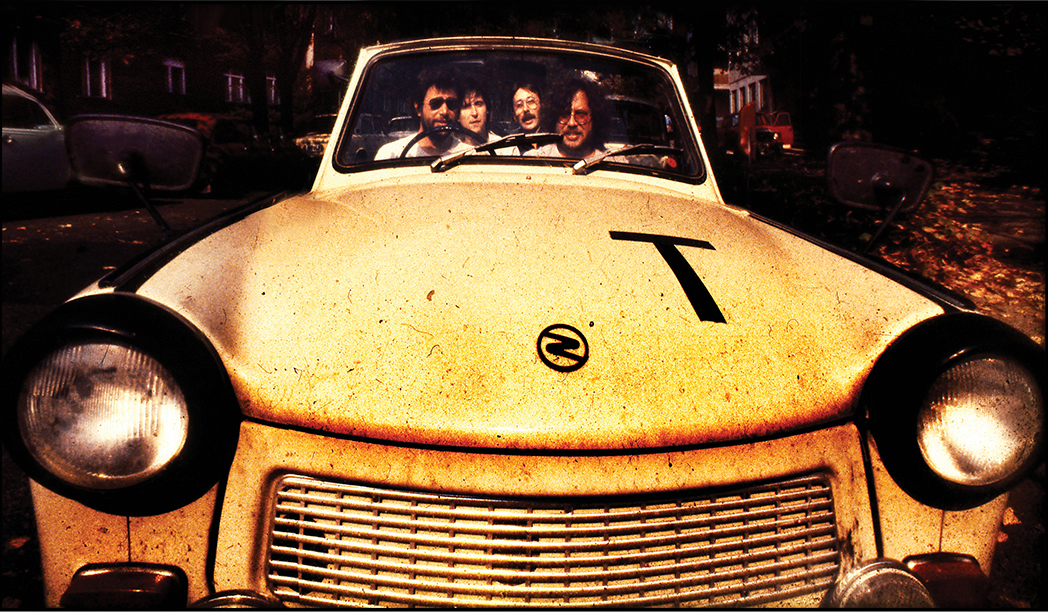
A Locomotiv GT
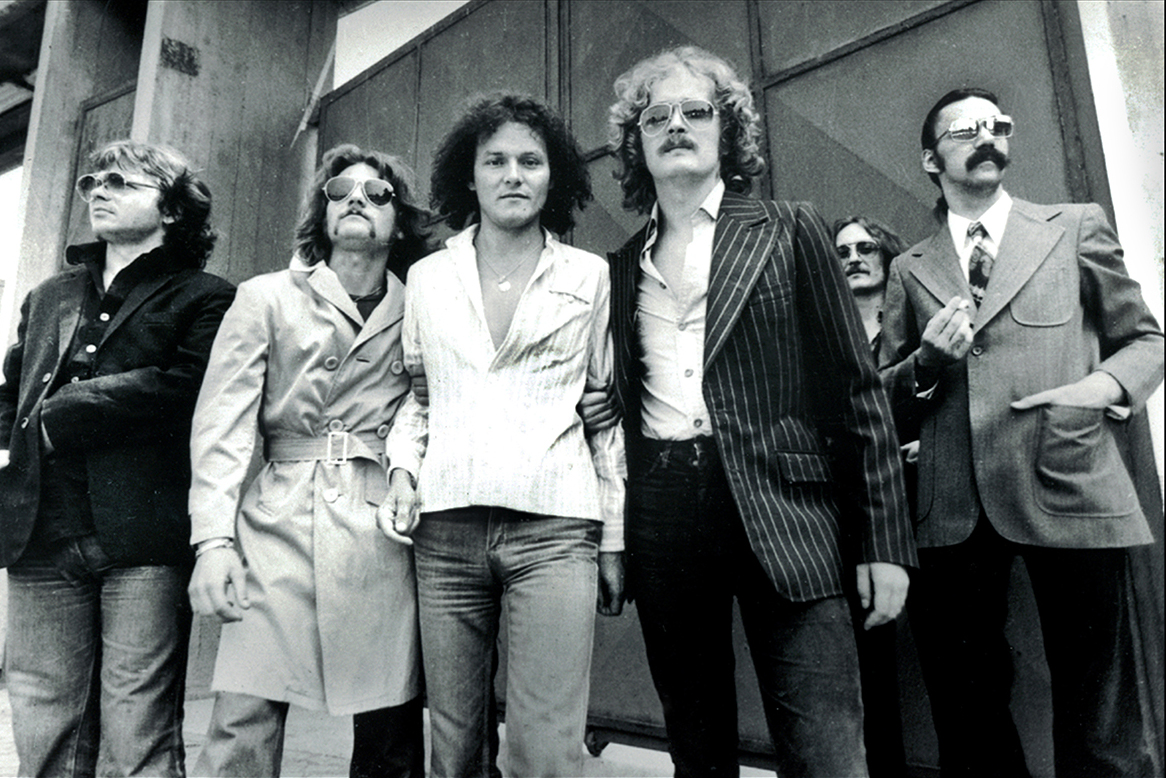
P. Mobil
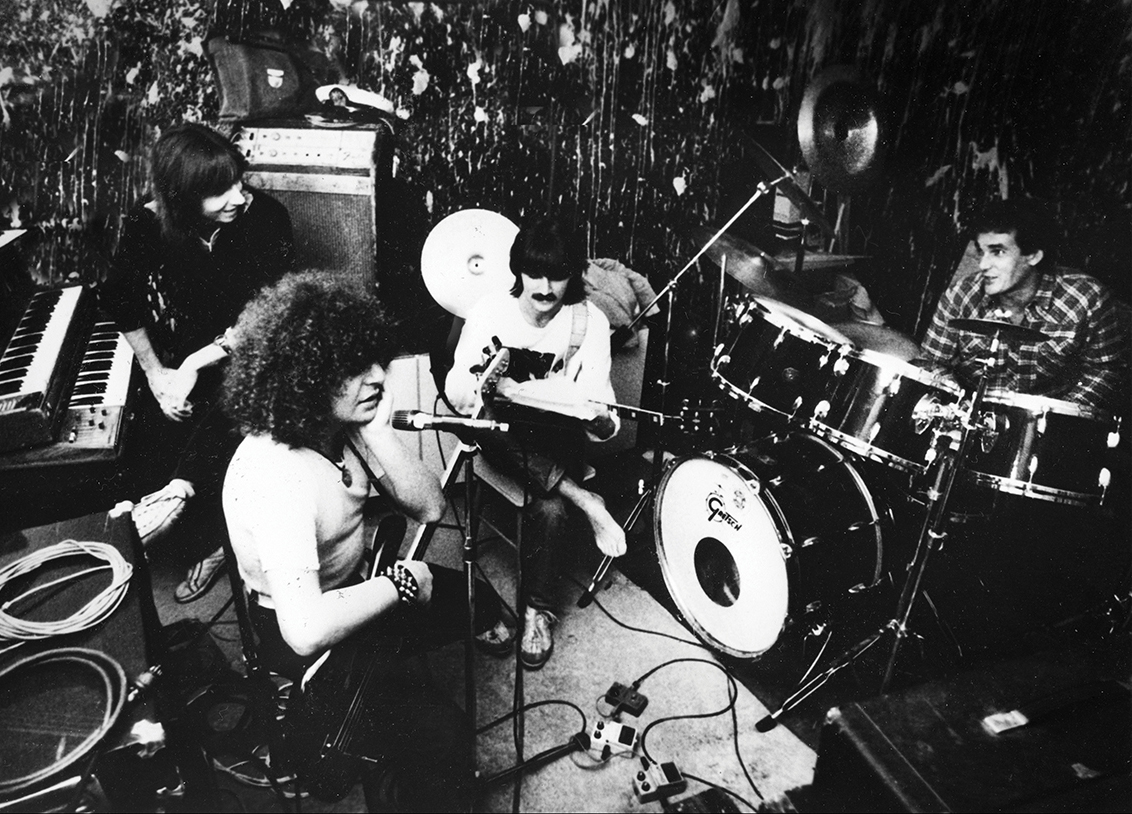
V’Moto-Rock